# Fumarato reductasa
La fumarato reductasa (EC 1.3.99.1) es una enzima que convierte fumarato a succinato y es importante en el metabolismo microbiano para la respiración anaeróbica.
succinato + aceptor <=> fumarato + aceptor reducido
En otras palabras, la fumarato reductasa acopla la reducción de fumarato a succinato con la oxidación de la quinona a  quinol, en una reacción opuesta a la catalizada por el complejo II de la cadena respiratoria (succinato deshidrogenasa).
El complejo de la fumarato reductasa incluye tres subunidades. la subunidad A contiene el sitio de reducción de fumarato y un flavín adenín dinucleótido covalentemente unido al grupo prostético. La subunidad B contiene tres centros hierro-azufre. La subunidad C oxida menaquinol y consiste en cinco segmentos helicoidales transmembrana y une dos moléculas de hemo b.